# Stimpfach
Stimpfach è un comune tedesco di 3 117 abitanti,, situato nel land del Baden-Württemberg.
Il suo territorio è bagnato dal fiume Jagst.